# Kashasha

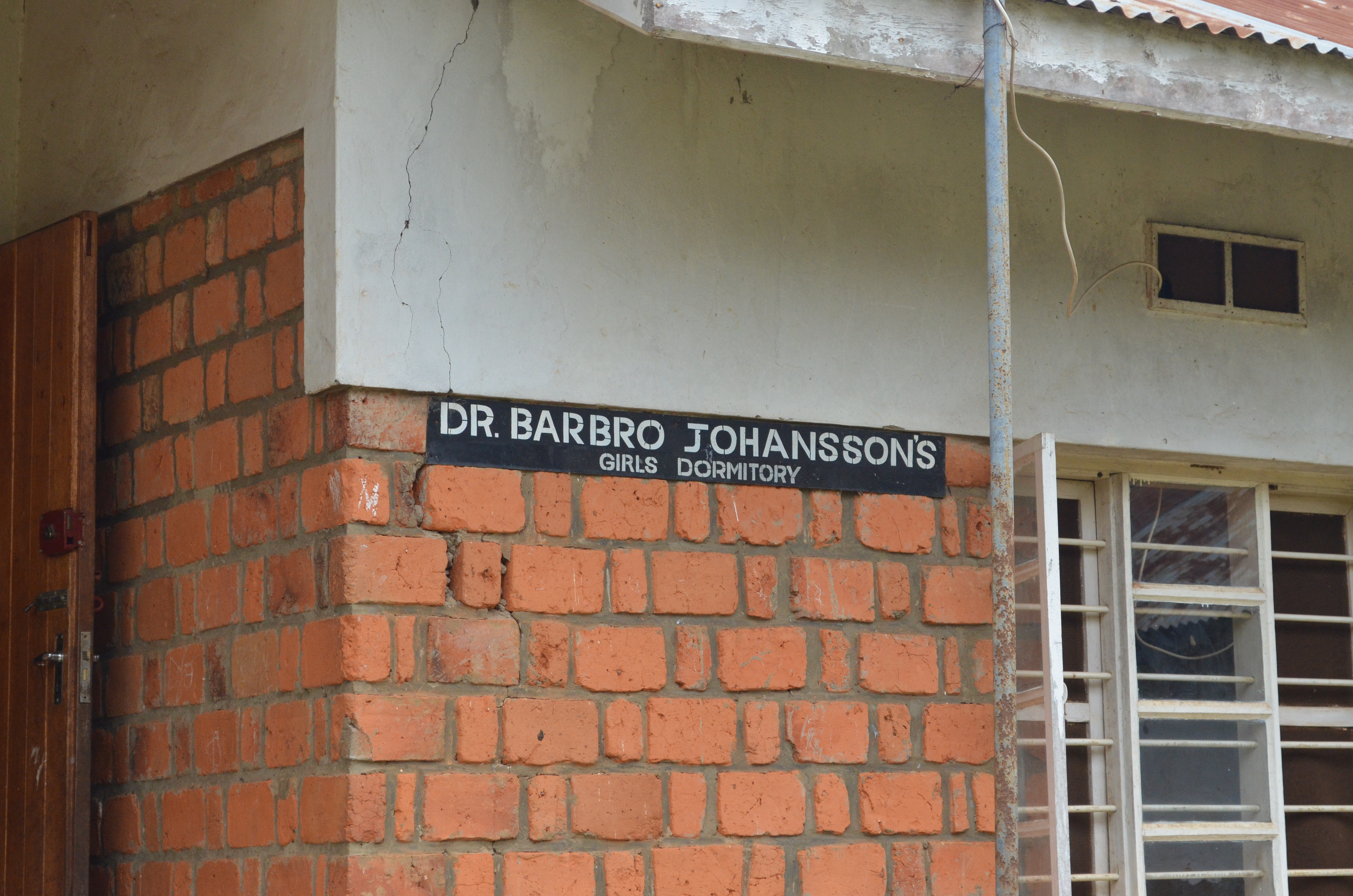
Barbro Johansson lät uppföra flickskolan i Kashasha. Idag drivs den som en yrkesutbildning för vuxna.

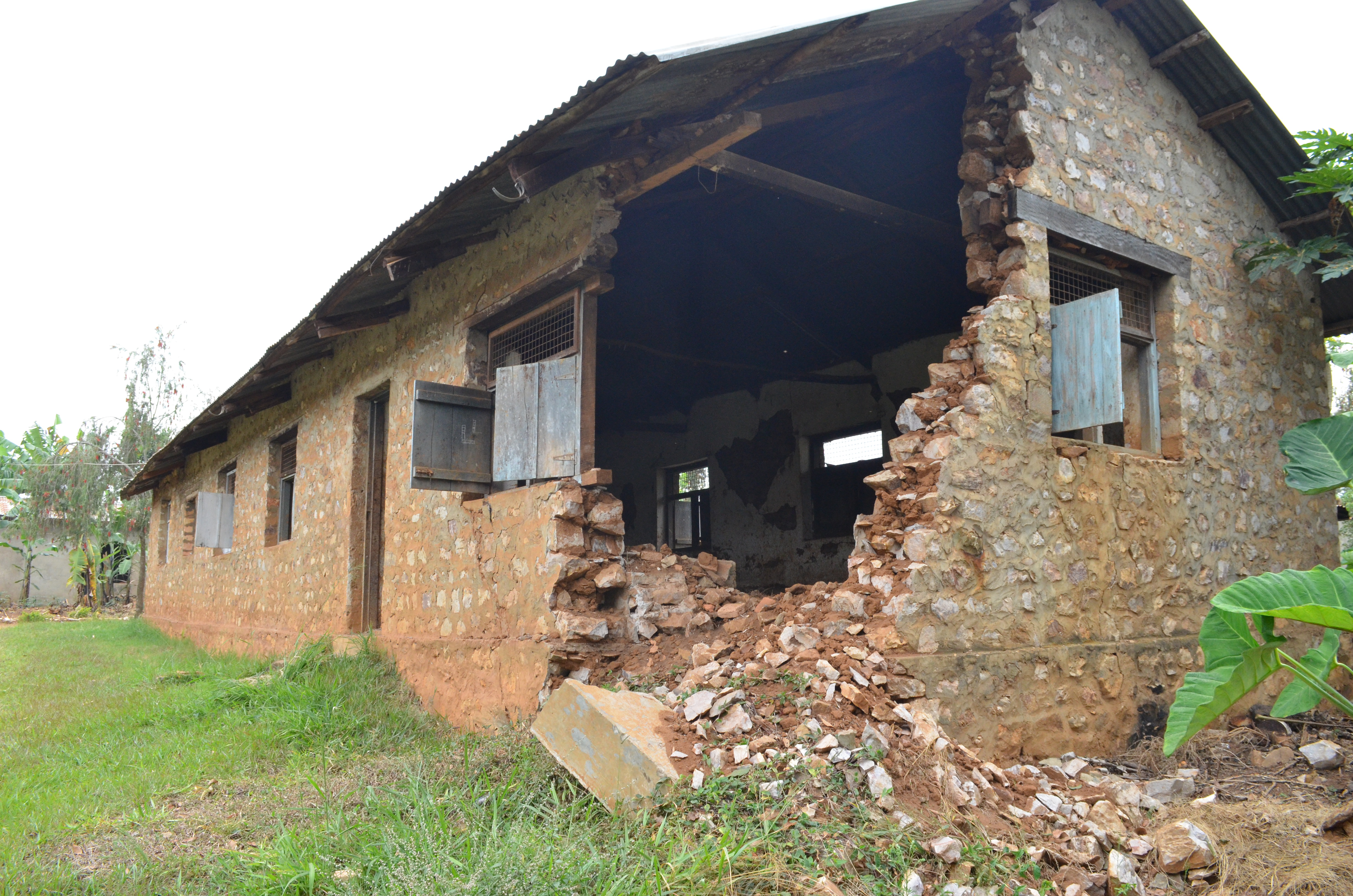
Jordbävningen i Kageraregionen 2016 drabbade Kashasha hårt. Här ett förstört hus.

Kashasha är en ort vid Victoriasjöns västra kust, i nordvästligaste Tanzania. Den är belägen i distriktet Muleba, i Kageraregionen, nära Ugandas gräns. I februari 1948 startade den svenska missionären och senare tanzaniska medborgaren och parlamentsledamoten m.m. Barbro Johansson en flickskola i Kashasha, Kashasha Girls´ School. 1960 efterträddes hon som rektor av missionären Birgit Olausson.   Skrattepidemin i Tanganyika drabbade orten 1962..

## Historik
Under 1920-talet uppförde den tyske missionären Ernest Johanssen upp en flickskola i Kashasha. Skolan blev en samlingspunkt för flickor från långväga håll, och framförallt från de dominerande klanerna i området. En lärarinna beskrev:
| ”                                                                     | Till Kashasha var det fem timmars vandring till fots för en vuxen person och jag var bara sex år gammal. Bilar fanns inte och cyklar knappast heller. Far brukade bära mig på sina axlar varje gång jag skulle till eller från skolan. | „ |
| – En av de första afrikanska lärarinnorna i stiftet, från himaklanen. | |   |

Flickskolan stötte på visst lokalt motstånd. På grund av att tyskarna i hög grad lämnade området avbröts undervisningen vid skolan under andra världskriget. 1949 återstartades den dock av den svenska missionären och politikern Barbro Johansson, som även kom att bo där en längre tid.
I Kashasha ska under 1960-talets början den så kallade skrattepidemin i Tanganyika ha haft sitt epicentrum, även om den drabbade även angränsande regioner och även Uganda och Kenya. I Kashasha blev huvudsakligen flickor i 13-15-årsåldern drabbade, ofta vid flickskolan. 1982 blev flickskolan istället en yrkesutbildning för vuxna, och har drivits som sådan av den lutherska kyrkan i Bukoba sedan dess.